# Benítez (Tungurahua)
Benítez ist eine Ortschaft und eine Parroquia rural („ländliches Kirchspiel“) im Kanton San Pedro de Pelileo der ecuadorianischen Provinz Tungurahua. Die Parroquia besitzt eine Fläche von 4,97 km². Die Einwohnerzahl lag im Jahr 2010 bei 2183. Die Parroquia wurde im Jahr 1869 gegründet.

## Lage
Der Ort Benítez befindet sich 4,6 km westsüdwestlich vom Kantonshauptort Pelileo im Anden-Hochtal von Zentral-Ecuador auf einer Höhe von 2760 m. Der Río Pachanlica fließt westlich an Benítez vorbei nach Norden. fließt entlang der westlichen Grenze der Parroquia in nordnordöstliche Richtung. Die Fernstraße E30 (Ambato–Baños) führt nördlich an Benítez vorbei.
Die Parroquia Benítez grenzt im Norden an die Parroquia Salasaka, im Osten an die Parroquia Pelileo, im Süden an den Kanton Quero sowie im Westen an die Parroquia Cevallos.